# Eleusis

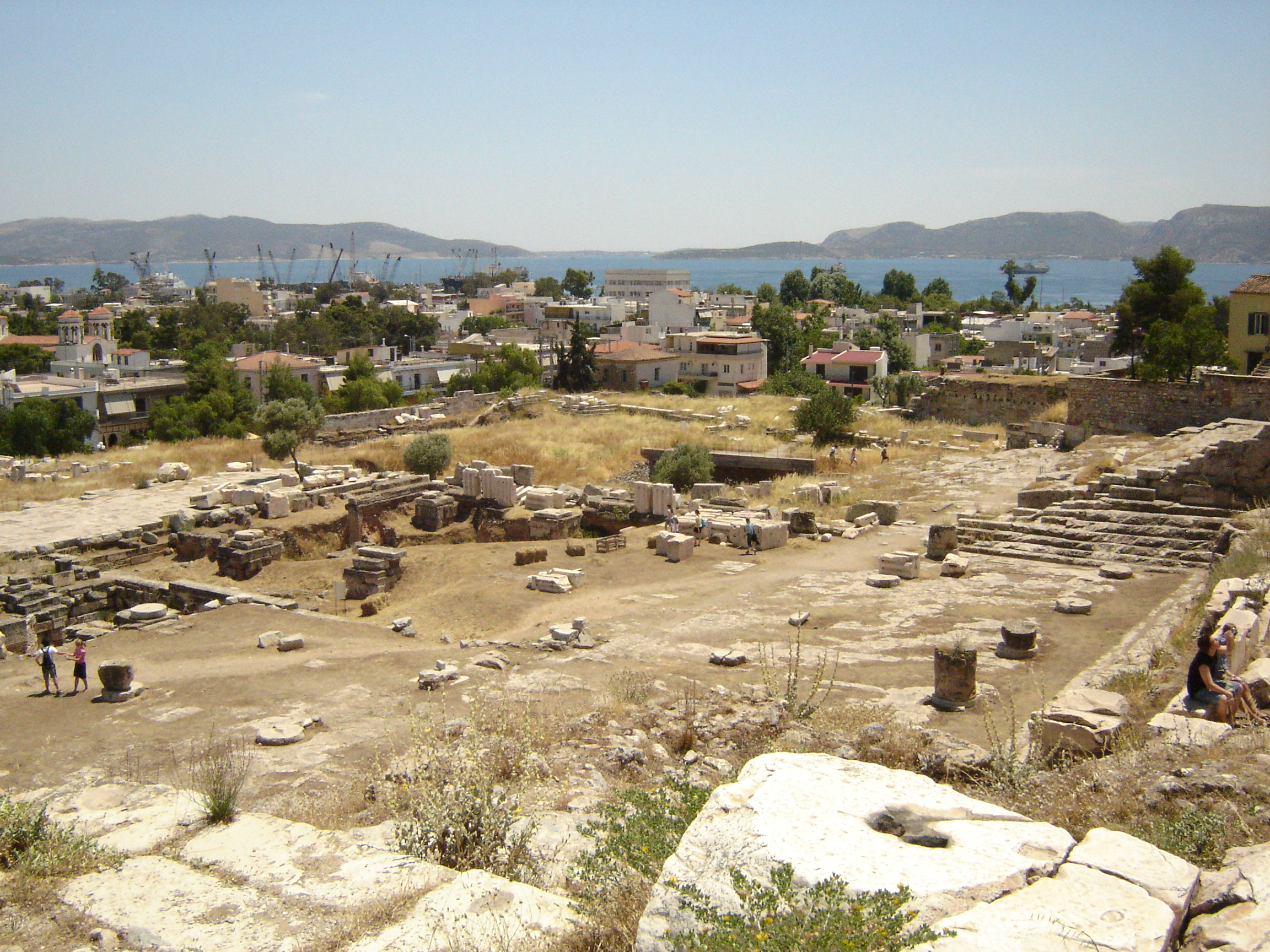
Eleusis

Eleusis är en stad 30 km nordväst om Aten, vid dagens Elefsina. Under antiken var det centrum för de eleusinska mysterierna, en av de viktigaste kulterna i dåtidens Grekland.